# 佐野ひなこ
佐野 ひなこ（さの ひなこ、1994年〈平成6年〉10月13日 - ）は、日本のグラビアアイドル、女優、競技麻雀のプロ雀士。ホリプロ所属。東京都杉並区出身。

## 来歴
高校生の時に美容室のサロンモデルや読者モデルを経験。2012年11月に写真集『晴れのちツインテール』（飛鳥新社）の表紙に掲載され、「放課後ツインテール」でモデルを務めた。
第37回ホリプロスカウトキャラバン2012のファイナリストに選出され、グランプリは優希美青となるが、ホリプロに所属することとなった。
2013年3月、多摩大学目黒高等学校卒業。同年4月、事務所から「大学にも行け」と言われたこともあって、大学へ進学。7月13日発売号『週刊ヤングマガジン』（講談社）のグラビアでデビューする。
2014年8月、ViViの専属ビューティー・ミューズになる。
2024年1月、最高位戦日本プロ麻雀協会の第49期前期プロテストを受験し女流合格。

## 人物
- 趣味は、美容、ゲーム、中国語、麻雀。特技は、料理、なぞなぞ、ピアノ[1]。好きな男性のタイプは優しい人。好きな食べ物は焼肉[1]。得意な科目は国語、苦手な科目は英語と体育[15]。書道八段[16]。
- かつては苦手な食べ物をカレーとしていたが[15]、2021年の『週刊プレイボーイ』でのインタビューでは、とっくに克服して自分で作ったりもするくらい好きと述べた[17]。
- 尊敬する人は事務所の先輩である小島瑠璃子[15]。ニックネームのひとつ「さのひな」は小島のニックネーム「こじるり」にあやかって付けられたものである[18]。
- 初めて買ったCDは東京事変のアルバム『教育』、よく聴いていたアーティストは宇多田ヒカル、兄の影響からRADWIMPS、父の影響から長渕剛[11]。高校時代は軽音楽部に所属しており[15]、バンドでの担当はピアノ。東京事変の影響から、キーボードが好きだったという[11]。
- ディズニー好きで、好きなキャラクターはリトル・グリーン・メン。パレードの時で好きなのはミニーマウス[19]。
- 家族構成は両親と兄の4人家族。
- バラエティ番組で、自らのグラビアが男性の一人エッチのオカズにされると嬉しいと発言する[20]など、グラビア活動にはこだわりを見せており、女優転向後も青年誌の表紙を飾るなどのグラビア活動を続けている。
- 2013年はFカップだったが[21]、2020年からGカップとなっている[3]。

## 出演

### テレビドラマ
- 大東京トイボックス 第1話（2014年1月4日、テレビ東京）
- 私の嫌いな探偵 第1話（2014年1月17日、テレビ朝日） - 紺野由紀 役
- ウレロ☆未体験少女（2014年3月1日、テレビ東京） - ピザ屋の店員 役
- 恋文日和 LETTER 9「METAL MOON」（2014年3月3日、日本テレビ） - 女池 役
- 悪夢ちゃん スペシャル（2014年5月2日、日本テレビ） - 村野郁美 役
- 水球ヤンキース（2014年7月12日 - 9月20日、フジテレビ） - 柴田理子 役[22]
- 地獄先生ぬ〜べ〜（2014年10月11日 - 12月13日、日本テレビ） - 細川美樹 役
- デスノート（2015年7月5日 - 9月13日、日本テレビ） - 弥海砂 役[23]
- サイレーン 刑事×彼女×完全悪女 第3話 - 最終話（2015年11月3日 - 12月15日、関西テレビ・フジテレビ系） - アイ 役[24]
- ダメな私に恋してください 第2話 - 最終話（2016年1月19日 - 3月15日、TBS） -  門真由希 役
- 好きな人がいること（2016年7月11日 - 9月19日、フジテレビ） - 奥田実果子 役[25]
- 黒い十人の女（2016年9月29日 - 12月2日 、読売テレビ・日本テレビ） - 文坂彩乃 役[26]
- IQ246〜華麗なる事件簿〜 第7話（2016年11月27日、TBS） - 千草あやめ 役
- 咲-Saki- 特別編（2017年1月9日、MBS / 1月11日、TBS） - 久保貴子 役[27]
- スリル!〜赤の章・黒の章〜（NHK） - 篠原千佳子 役
  - スリル!赤の章〜警視庁庶務係ヒトミの事件簿（2017年3月1日 - 3月15日、NHK総合）
  - スリル!黒の章〜弁護士・白井真之介の大災難（2017年2月26日 - 3月19日、NHK BSプレミアム）
- でも、結婚したいっ！～BL漫画家のこじらせ婚活記～（2017年4月4日、フジテレビ） - 立花キリ子 役
- コードネームミラージュ（2017年4月8日 - 9月9日、テレビ東京） - ドブネズミ / 木暮美佳子 役
- 地味にスゴイ！DX 校閲ガール・河野悦子（2017年9月20日、日本テレビ） - 橘花恋 役
- 奥様は、取り扱い注意 第4話（2017年10月25日、日本テレビ） - 吉野真純 役
- 眠れぬ真珠〜まだ恋してもいいですか?〜（2017年12月21日・28日、読売テレビ・日本テレビ系） - 椎名ノア 役
- 星屑リベンジャーズ（2018年7月31日 - 9月18日、名古屋テレビ） - 黒田紗英 役[注 3]
- 深夜のダメ恋図鑑（2018年10月7日 - 12月9日、朝日放送テレビ） - 主演・千鳥佐和子 役[注 4][28]
- 人生が楽しくなる幸せの法則（2019年1月10日 - 3月14日、読売テレビ・日本テレビ） - 鴨志田萌 役[注 5][30]
- 隠蔽捜査〜去就〜（2019年3月11日、TBS） - 寺川真智子 役[31]
- 決してマネしないでください。（2019年10月26日 - 12月14日、NHK総合） - ゾンビちゃん 役（第7話までノンクレジット）
- この恋あたためますか（2020年10月20日 - 12月22日、TBS） - 石原ゆり子 役[32]
- 知ってるワイフ（2021年1月7日 - 3月18日、フジテレビ） - 尾形恵海 役[33]
- 推しの王子様（2021年7月15日 - 9月23日、フジテレビ） - 小原マリ 役[34]
- 18/40〜ふたりなら夢も恋も〜（2023年7月11日 - 9月12日、TBS） - 伊藤茜 役[35]

### ウェブドラマ
- 星屑リベンジャーズ（2018年7月23日 - 9月17日、AbemaTV[注 3]） - 黒田紗英 役
- その恋もう少しあたためますか（2020年10月20日 - 12月22日、Paravi） - 石原ゆり子 役[36][37]
- 知ってるシノハラ（2021年1月7日 - 3月18日、FOD） - ヒロイン・尾形恵海 役[注 6]
- ぼくの推しは王子様（2021年7月15日 - 9月23日、FOD） - 小原マリ  役[38]
- 君と世界が終わる日に（Hulu） - 野坂ゆら 役
  - Season4（2023年3月19日 - 4月16日）[39]
  - Season5（2024年2月9日 - 3月8日）[40]
- クロちゃんずラブ〜やっぱり、愛だしん〜 第4話（2023年3月24日、Paravi）[41]

### 映画
- 探検隊の栄光（2015年10月16日） - AD 赤田たまき 役
- 咲-Saki-（2017年2月3日） - 久保貴子 役[27]
- ミックス。（2017年10月21日） - 多満子の同僚 役
- キスできる餃子（2018年6月22日） - 倉橋麻里 役
- サクらんぼの恋（2018年10月27日） - 茉美 役
- 魔法少年☆ワイルドバージン（2019年12月6日） - 秋山雪乃 役

### テレビ番組
※ゲスト出演は除く
- アッコにおまかせ!（2014年1月19日 - 、TBS）※不定期出演
- アカデミーナイト（2015年1月8日 - 9月29日、TBS）
- ミュージックドラゴン（2014年7月4日 - 2015年3月27日、日本テレビ） - MC
- 野望応援バラエティ ノブナガ（2015年4月18日 - 8月29日、CBC）
- Discover myself（2018年4月5日 - 9月27日、テレビ東京）
- テレビで中国語（2019年4月2日 - 2020年3月24日、NHK Eテレ） - 生徒役
- 趣味どきっ!（2019年5月、NHK Eテレ）

### ラジオ
- レコメン!（2013年9月30日 - 2017年9月25日、文化放送） - 月曜：「佐野ひなこがラジオしてる件。」コーナーパーソナリティ
- 佐野ひなこ Winter Song Fou You（2014年2月21日、文化放送）
- てれびのミカタ ラジオのラララ（2017年4月8日 - 2019年10月12日、ABCラジオ）
- 講談社 presents 佐野ひなこの「おしえて！推しマンガ！」（2021年12月4日 - 2022年3月26日・2022年5月8日 - 、ニッポン放送） - パーソナリティ[42]

### 舞台
- サイコメトラーEIJI〜時計仕掛けのリンゴ（2014年2月26日 - 3月2日、CBGKシブゲキ!!） - 明日真恵 役
- 朗読劇 私の頭の中の消しゴム 8th letter（2016年5月、天王洲銀河劇場） - 薫 役 [43]
- ぼくらの七日間戦争2025（2025年8月24日 - 11月9日〈予定〉、東京建物 Brillia HALL 他） - 中⼭ひとみ 役[44]

### 広告
- ナチュラリ（NATURALI）オフィシャルユーザー（2013年）[45]
- パルコ「2016 PARCO SWIM DRESSキャンペーン」モデル[46]

### CM
- パズドラZ（2013年） - 同じ事務所所属の足立梨花、小島瑠璃子と共演。
- 日本コカ・コーラ「ジョージア」『海の家従業員』篇（2014年7月1日 - ） - 山田孝之と共演。
- タカラトミー「WIXOSS」『WIXOSSしよっか』篇（2015年4月12日 - ）
- レベルファイブ「妖怪ウォッチ ぷにぷに」
  - 『ジバニャン篇』、『コマさん篇』（2015年11月20日 - ）[47]
  - 『ビーチででかぷに篇』、『ビーチで消すダニ篇』（2016年7月22日 - ）[48]
- 江崎グリコ「じゃんけんグリコ2020」『じゃんけんグリコ開幕』篇（2020年2月 - ）[49]
- C4 Connect 放置少女〜百花繚乱の萌姫たち〜「美しい世界へ」篇（2021年4月29日 - ）[50] - 同じ事務所所属の深田恭子、足立梨花、大野いと、新田さちかと共演。

### イベント
- SHIZUOKA COLLECTION 2015 Autumn/Winter（2015年9月19日、グランシップ）[51]
- ゲーム『鉄拳』20周年記念応援マネージャー就任（2015年6月）

## 書籍

### 雑誌
- ViVi（講談社） - 専属ビューティー・ミューズ
- 週刊ファミ通 2015年6月18日号（2015年6月4日発売、エンターブレイン） - 表紙とグラビア
- with（講談社）

### 写真集
- Hinako（2014年10月6日、講談社、撮影：唐木貴央）ISBN 978-4-06-364962-8
- ひなこ、水着、3ねんぶん（2016年7月25日、講談社、撮影：唐木貴央、細居幸次郎）ISBN 978-4-06-364994-9
- 最高のひなこ（2018年7月11日、講談社、撮影：菊地泰久）ISBN 978-4-06-512483-3[52]
- Hina（2020年3月20日、光文社、編集：FLASH編集部、撮影：ND CHOW）ISBN 978-4-334-90247-6
- COLORS（2021年1月20日、集英社、撮影：三宮幹史）
- BE WITH ME（2022年2月22日、光文社、編集：FLASH編集部、撮影：中村和孝）[53]
- infinito（2023年4月7日、秋田書店、撮影：菊地泰久）ISBN 978-4-25-301122-8

### デジタル写真集
- 「ひなこ、with...」（2017年6月30日、講談社、撮影：倉本GORI）